# Oroniscus stentai
Oroniscus stentai är en kräftdjursart som beskrevs av Arcangeli 1926. Oroniscus stentai ingår i släktet Oroniscus och familjen Oniscidae. Inga underarter finns listade i Catalogue of Life.